# 向仙德
向仙德（1785年8月1日—1869年11月29日），童名思真牛金，號仙德，是琉球國第二尚氏王朝君主尚溫王之元配王妃。 
她出生在向氏浦添殿內家族中，其生父為十一世國頭親方朝慎，其生母為與那嶺按司朝恒的女兒。
仙德於嘉慶四年己未三月十九日（1799年4月23日）與尚溫王成婚，當時她十五歲。按照慣例，她以王妃的身份被授予佐敷按司加那志的頭銜。她為尚溫王誕下一子尚成王。
1834年，她就任第十四代聞得大君。同治八年己巳十月二十六日薨，壽八十五，葬於玉陵。